# Інтегральне рівняння
Інтегральним є рівняння, яке містить інтеграл, підінтегральний вираз якого включає в себе невідому функцію {\displaystyle f(x).}

## Визначення
Інтегральним є рівняння, яке містить інтеграл, підінтегральний вираз якого включає в себе невідому функцію {\displaystyle f(x).} Нехай {\displaystyle F(x)} та {\displaystyle K(x,y)} - відомі функції. Інтегральні рівняння мають вигляд
{\displaystyle F(x)=\int _{a}^{b}K(x,y)f(y)\,dy;}
або
{\displaystyle f(x)=\lambda \int _{a}^{b}K(x,y)f(y)\,dy,}
де {\displaystyle \lambda \in (\mathbb {C} \lor \mathbb {R} )} - чисельний множник. Функція {\displaystyle K(x,y)} під інтегралом називається ядром інтегрального рівняння і повинна бути визначена у прямокутнику {\displaystyle a\leq x\leq b,\,\,\,a\leq y\leq b.} Функції {\displaystyle F(x)} та {\displaystyle f(x)} повинні бути визначені у інтервалі {\displaystyle a\leq x\leq b.}
Інтегральне рівняння є лінійним, якщо невідома функція входить до нього лінійно. Обидва вищенаведені рівняння є лінійними. Якщо обидві границі інтегрування сталі, то рівняння називається інтегральним рівнянням Фредгольма. Рівняння, до якого невідома функція входить лише під знаком інтегралу, визначають як інтегральне рівняння першого роду. Перше з вищенаведених рівнянь є інтегральним рівнянням першого роду. Інтегральне рівняння другого роду - це рівняння, у якому невідома функція присутня як під знаком інтегралу, так і поза ним; друге з вищенаведених рівнянь - приклад такого рівняння. 
Якщо рівняння таке, що кожний член містить невідому функцію, то воно представляє собою однорідне інтегральне рівняння. Якщо у рівняння входить член, який не містить невідому функцію, то воно є неоднорідним. Друге з вищенаведених рівнянь є прикладом однорідного рівняння Фредгольма другого роду. 
Рішення інтегрального рівняння базується на оберненні першого лінійного інтегрального виразу з метою віднаходження {\displaystyle f(y)} або на відшуканні функції {\displaystyle f(x)}, яка входить у друге рівняння. 
Важливим рівнянням серед рівнянь першого роду є інтегральне рівняння Фур'є:
{\displaystyle F(x)={\frac {1}{\sqrt {2\pi }}}\int _{-\infty }^{+\infty }f(y)\exp(-ixy)\,dy.}
Ядром цього рівняння є {\displaystyle (1/{\sqrt {2\pi }})\exp(-ixy).}
Власні функції однорідного інтегрального рівняння із симетричним ядром є ортогональними. Це значить, що
{\displaystyle \int _{a}^{b}f_{n}(x)f_{m}(x)dx=0,\quad \quad n\neq m,}
де 
{\displaystyle f_{n}(x)\lambda _{n}\int _{a}^{b}K(x,y)f_{n}(y)\,dy,}
{\displaystyle f_{m}(x)\lambda _{m}\int _{a}^{b}K(x,y)f_{m}(y)\,dy.}
Нехай {\displaystyle \lambda _{m}\neq \lambda _{n}}, помножимо {\displaystyle \lambda _{m}f_{m}\cdot f_{n}(x)} та {\displaystyle \lambda _{n}f_{n}\cdot f_{m}(x),} віднімемо одну рівність від іншої. Після інтегрування знаходимо
{\displaystyle (\lambda _{m}-\lambda _{n})\int _{a}^{b}f_{n}(x)f_{m}(x)dx=\lambda _{n}\lambda _{m}\int _{a}^{b}\int _{a}^{b}[K(x,y)f_{n}(y)f_{m}(x)-K(x,y)f_{m}(x)f_{n}(x)]\,dy\,dx.}
Перша частина цієї рівності дорівнює нулю (якщо переставити змінні інтегрування у другій частині подвійного інтегралу із врахуванням того, що {\displaystyle K(x,y)=K(y,x)}). Оскільки {\displaystyle \lambda _{m}\neq \lambda _{n}}, то власні функції є ортогональними. 

## Основні види інтегральних рівнянь

### Лінійні рівняння
Найпростішим типом рівнянь є рівняння Фредгольма першого роду:
{\displaystyle f(x)=\int _{a}^{b}K(x,t)\,\varphi (t)\,dt.}
де φ є невідомою функцією, 
f є деякою даною функцією,
K є відомою функцією двох змінних, що називається ядром рівняння.
Якщо невідома функція знаходиться як під знаком інтеграла так і за його межами, то таке рівняння називається рівняням Фредгольма другого роду:
{\displaystyle \varphi (x)=f(x)+\lambda \int _{a}^{b}K(x,t)\,\varphi (t)\,dt.}
Де параметр λ є невідомим і відіграє ту ж роль, що власне значення у лінійній алгебрі.
Якщо межі інтегрування самі є змінними то таке інтегральне рівняння називається рівнянням Вольтерра. Відповідно рівняння Вольтерра першого і другого роду мають вигляд:
{\displaystyle f(x)=\int _{a}^{x}K(x,t)\,\varphi (t)\,dt}
{\displaystyle \varphi (x)=f(x)+\lambda \int _{a}^{x}K(x,t)\,\varphi (t)\,dt.}
В усіх поданих вище рівняннях якщо функція f всюди рівна нулю то рівняння називається однорідним. В іншому випадку  — неоднорідним.

### Нелінійні рівняння

#### Рівняння Урисона
{\displaystyle \varphi (x)=\int \limits _{a}^{b}K(x,\;s,\;\varphi (s))\,ds,\qquad K(x,\;s,\;\varphi )\in C(a\leqslant x,\;s\leqslant b;\;-M\leqslant \varphi \leqslant M).}
Стала {\displaystyle M}  — деяке додатне число, яке не завжди наперед можна визначити.

#### Рівняння Гаммерштейна
Рівняння Гаммерштейна є частковим випадком рівнянь Урисона:
{\displaystyle \varphi (x)=\int \limits _{a}^{b}K(x,\;s)F(s,\;\varphi (s))\,ds,}
де {\displaystyle K(x,\;s)} — ядро Фредгольма.

#### Рівняння Ляпунова — Ліхтенштейна
Рівняння Ляпунова — Ліхтенштейна  — рівняння з суттєво нелінійними операторами, наприклад:
{\displaystyle \varphi (x)=f(x)+\lambda \int \limits _{a}^{b}K_{[1]}(x,\;s)\varphi (s)\,ds+\mu \int \limits _{a}^{b}\int \limits _{a}^{b}K_{[1,\;1]}(x,\;s,\;z)\varphi (x)\varphi (z)\,ds\,dz+\ldots }

#### Нелінійне Рівняння Вольтерра
{\displaystyle \varphi (x)=\int \limits _{a}^{x}F(x,\;s,\;\varphi (s))\,ds,}
де функція {\displaystyle F(x,\;s,\;\varphi )} неперервна за всіма своїми змінними.